# Sainte-Christine-d'Auvergne
Pour les articles homonymes, voir Sainte-Christine.
Sainte-Christine-d'Auvergne est une municipalité du Québec située dans la MRC de Portneuf dans la région administrative de la Capitale-Nationale.

## Toponymie
La ville est nommée en l'honneur de sœur Sainte-Christine, née Clara Deschènes, « qui occupait le poste de supérieure générale des sœurs de la Charité de Québec au moment de la création de la mission en 1893. »

## Histoire
Une mission a été fondée en 1893; elle accéda au titre de paroisse en 1895, et la municipalité fut fondée en 1896. Son territoire a été détaché de ceux de Saint-Basile, Saint-Raymond et Notre-Dame-de-Portneuf.
Le 14 septembre 1991, la municipalité de paroisse de Sainte-Christine-d'Auvergne est devenue la municipalité de Sainte-Christine-d'Auvergne.

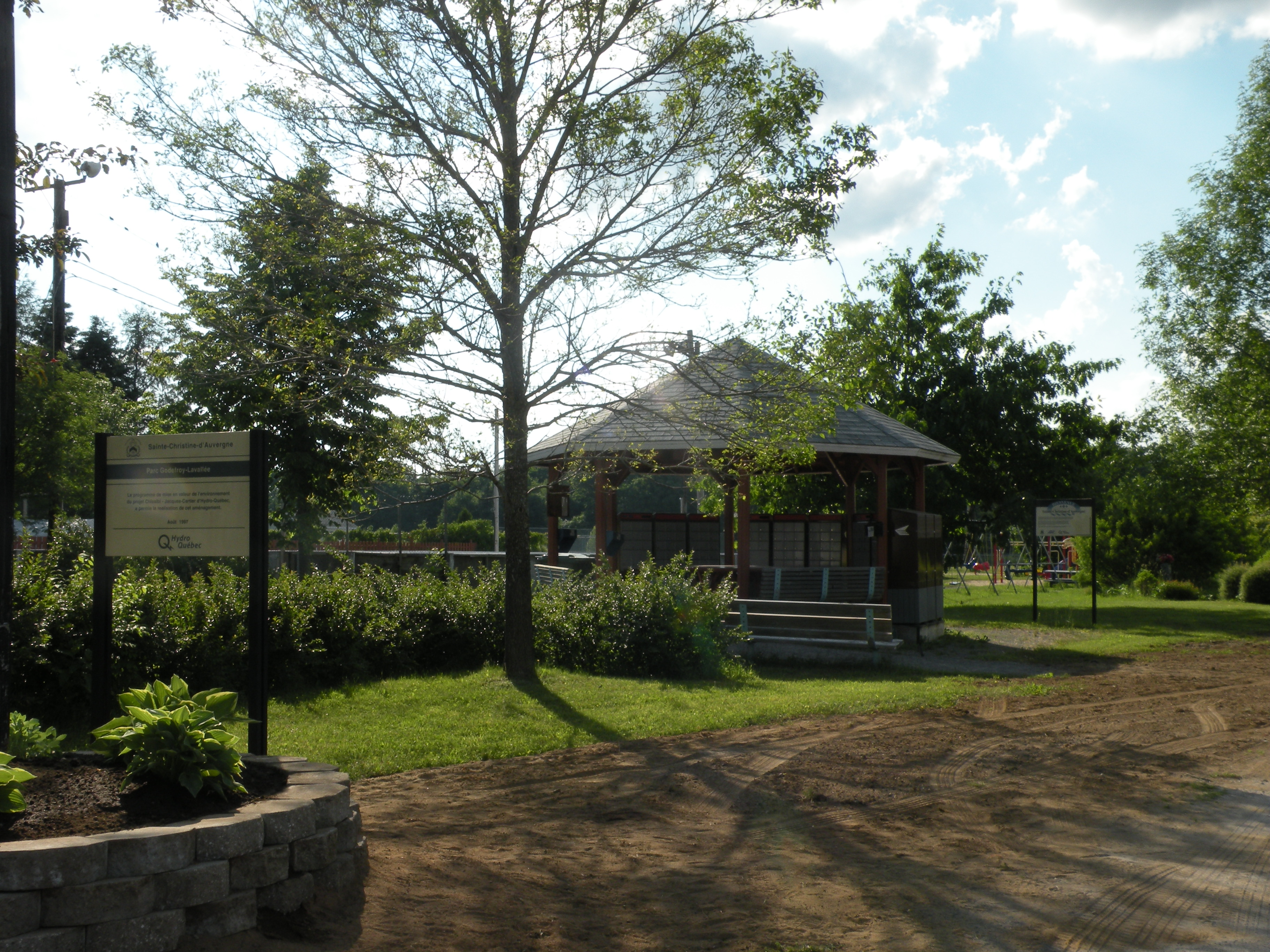
Le parc Godefroy-Lavallée(d), ouvert en 1997.

## Géographie
Sainte-Christine-d'Auvergne, située à 15 km au sud-ouest de Saint-Raymond, est traversée par la route 354.
La rivière Sainte-Anne traverse la municipalité du sud-est vers le sud-ouest.
La rivière Jacquot y coule du nord-est vers le sud-ouest jusqu'à sa confluence rive droite avec la rivière Sainte-Anne à l'ouest du village.
À partir du lac Perthuis, dans le nord-ouest, la rivière Américaine coule vers l'est jusqu'à sa confluence rive droite avec la rivière Jacquot au nord du village.
La rivière Chaude traverse le sud-est de la municipalité vers le nord-est.

## Démographie
| 1991 | 1996 | 2001 | 2006 | 2011 | 2016 | 2021 |
| ---- | ---- | ---- | ---- | ---- | ---- | ---- |
| 314  | 337  | 330  | 462  | 448  | 551  | 617  |

## Administration
Les élections municipales se font en bloc pour le maire et les six conseillers.
| Sainte-Christine-d'Auvergne Maires depuis 2001                                                                       |                       |                                          |          |
| Élection | Maire                 | Qualité                                  | Résultat |
| 2001 | Raymond Francoeur     | Député adéquiste de Portneuf (2007-2008) | Voir     |
| 2005 | Raymond Francoeur     | Député adéquiste de Portneuf (2007-2008) | Voir     |
| 2007 | Michel Sansfaçon      | Décédé en fonction en 2008               | Voir     |
| 2009 | Pierre Tourigny       |                                          | Voir     |
| 2009 | Pierre Tourigny       | Voir                                     |          |
| 2013 | Raymond Francoeur (2) |                                          | Voir     |
| 2017 | Raymond Francoeur (2) | Voir                                     |          |
| 2021 | Raymond Francoeur (2) | Voir                                     |          |
| Élection partielle en italique Depuis 2005, les élections sont simultanées dans toutes les municipalités québécoises |                       |                                          |          |

## Économie
L'économie de Sainte-Christine-d'Auvergne est basée sur l'exploitation de la forêt (charbon de bois) et l'agriculture spécialisée dans la culture des pommes de terre, et de céréales fouragères.. Elle est également un lieu de villégiature, toute l'année.

## Personnalités
L'acteur canado-américain Glenn Ford est né à Sainte-Christine-d'Auvergne en 1916. Son père, Rowland Ford, directeur d'une compagnie de chemin de fer, avait été le premier maire de la municipalité. La famille Ford était propriétaire du moulin à papier situé dans la ville voisine de Portneuf.